# 清淨道論
《清淨道論》（巴利語：Visuddhimagga），共三卷，五世紀印度僧人覺音所著，為上座部佛教中分別說部赤銅鍱系大寺派之重要論著，在南傳佛教有崇高之地位，有「修行者的百科全書」之譽。地位等同於說一切有部的《大毗婆沙論》。
本書對修行的前期準備工作、修習技巧、及每個階段都有明確的闡釋（見七清淨、十六觀智）。這本書的體裁與無畏山寺派的《解脫道論》相近，但對它的見解多所評破。《清淨道論》的重要註釋為法護的《清淨道論大疏鈔》（Visuddhimaggamahātīkā）。

## 翻譯
了參法師（葉均）在1953年至1956年間，跟隨般若難陀長老專研《清淨道論》，邊學邊譯，學完此論，也完成了初譯。1957年返回中國大陸，將尚未修改的譯稿油印，但因火災連同原稿燒毀殆盡。在1978年找回一部倖存的油印本，據此從事校對整理和修改，於1980年完稿。1986年，其中文譯本在臺灣由華宇出版社出版。中華佛敎百科文獻基金會亦於1991年出版。

## 版本
- Caroline A. F. Rhys Davids, Visuddhimagga Pali Text Society, London, 1920 & 1921. (拉丁字母)
- Warren, H. C. & Dharmananda Damodar Kosambi,Visuddhimagga of Buddhaghosâcariya, Harvard Oriental Series, Vol. 41, 1950.[3][4][5](拉丁字母)
- Hewavitarne Bequest edition, Colombo, Sri Lanka (僧伽羅字母)

### 中譯本
- 葉均譯，清淨道論，1986，華宇出版社（高雄正覺學會本由釋本寂校訂，2002年出版。中平精舍本由果儒修訂，2011年出版。）
- 吳老擇譯，漢譯南傳大藏經·清淨道論（第67-69冊），1998，元亨寺妙林出版社[6]

### 英譯本
- Ñāṇamoli Bhikkhu譯，The Path of Purification，1956, 1991，Kandy: Buddhist Publication Society

## 外部連結
- 清淨道論漢譯
- 清淨道論英譯 （页面存档备份，存于）
- 心念處觀心無常(張貴人)